# 너와 내가 아픔을 같이 했을 때
"너와 내가 아픔을 같이 했을 때"는 1970년 공개된 대한민국의 영화이다.

## 배역
- 김희라
- 김지미
- 남궁원
- 박암
- 도금봉
- 윤소라
- 한은진
- 손해성
- 최승이
- 김웅
- 김주오
- 최일
- 지계순
- 임운학
- 임성포
- 황인철